# Dobřejice
Dobřejice (en allemand : Dobschejitz) est un hameau qui dépend du bourg (městys) de Malšice, dans le district de Tábor, région de Bohême-du-Sud, en république tchèque. Sa population s'élevait à 123 habitants en 2011.

## Géographie
Dobřejice se trouve à 3,3 km à l'ouest de Malšice, à 10,6 km au sud-ouest de Tábor et à 81 km au sud de Prague.

## Histoire
La première mention écrite du village date de 1379.

## Sites pittoresques
- Butte "v Kukle"
- Chapelle Kotrbova du nom du propriétaire du terrain sur lequel elle se trouve[3].